# Bobryk Drugi
Bobryk Drugi (t. Bobrycz, białorus. Бобрык Другі, Бобрыч, ros. Бобрик 2-й) – rzeka w południowej Białorusi (obwód homelski), lewy dopływ Prypeci w zlewisku Morza Czarnego. Długość - 44 km, powierzchnia zlewni - 710 km², nachylenie - 0,4%.
Bobryk Drugi zaczyna się jako odnoga Kanału Jeziornego (Азёрный канал) koło miasta Kopcewicze. Płynie na południowy wschód przez Polesie Prypeckie. Uchodzi do Prypeci koło wsi Konkowicze. Dolina i koryto niewyraźne - osuszone bagna. Na odcinku 40,7 km rzeka jest skanalizowana.